# 3995 Сакайно
3995 Сакайно (3995 Sakaino) — астероїд головного поясу, відкритий 5 грудня 1988 року.
Тіссеранів параметр щодо Юпітера — 3,373.
Названо на честь Сакайно (яп. さかいの(境野) сакайно).